# بجنورد
مدينة بجنورد هي مركز مدينة بجنورد ومحافظة خراسان الشمالية في شمال شرق إيران.
بلغ عدد سكانها في عام 2006 (176776) نسمة.

## المناخ
يظهر الجدول التالي التغييرات المناخية على مدار السنة لبجنورد:
| البيانات المناخية لـبجنورد                | البيانات المناخية لـبجنورد | البيانات المناخية لـبجنورد | البيانات المناخية لـبجنورد | البيانات المناخية لـبجنورد | البيانات المناخية لـبجنورد | البيانات المناخية لـبجنورد | البيانات المناخية لـبجنورد | البيانات المناخية لـبجنورد | البيانات المناخية لـبجنورد | البيانات المناخية لـبجنورد | البيانات المناخية لـبجنورد | البيانات المناخية لـبجنورد | البيانات المناخية لـبجنورد |
| الشهر                                     | يناير                      | فبراير                     | مارس                       | أبريل                      | مايو                       | يونيو                      | يوليو                      | أغسطس                      | سبتمبر                     | أكتوبر                     | نوفمبر                     | ديسمبر                     | المعدل السنوي              |
| ----------------------------------------- | -------------------------- | -------------------------- | -------------------------- | -------------------------- | -------------------------- | -------------------------- | -------------------------- | -------------------------- | -------------------------- | -------------------------- | -------------------------- | -------------------------- | -------------------------- |
| متوسط درجة الحرارة الكبرى °م (°ف)         | 6.3 (43.3)                 | 7.6 (45.7)                 | 12.5 (54.5)                | 19.9 (67.8)                | 24.3 (75.7)                | 29.6 (85.3)                | 32.4 (90.3)                | 31.8 (89.2)                | 28.2 (82.8)                | 21.2 (70.2)                | 14.3 (57.7)                | 8.7 (47.7)                 | 19.7 (67.5)                |
| المتوسط اليومي °م (°ف)                    | 1.5 (34.7)                 | 2.4 (36.3)                 | 6.8 (44.2)                 | 13.3 (55.9)                | 17.5 (63.5)                | 22.4 (72.3)                | 25.1 (77.2)                | 24.2 (75.6)                | 20.4 (68.7)                | 14.0 (57.2)                | 8.4 (47.1)                 | 3.7 (38.7)                 | 13.3 (56.0)                |
| متوسط درجة الحرارة الصغرى °م (°ف)         | −3.4 (25.9)                | −2.8 (27.0)                | 1.1 (34.0)                 | 6.7 (44.1)                 | 10.7 (51.3)                | 15.1 (59.2)                | 17.8 (64.0)                | 16.6 (61.9)                | 12.5 (54.5)                | 6.7 (44.1)                 | 2.4 (36.3)                 | −1.3 (29.7)                | 6.8 (44.3)                 |
| الهطول مم (إنش)                           | 27.6 (1.09)                | 30.7 (1.21)                | 42.4 (1.67)                | 38.5 (1.52)                | 34.6 (1.36)                | 8.7 (0.34)                 | 10.1 (0.40)                | 6.0 (0.24)                 | 8.4 (0.33)                 | 14.1 (0.56)                | 26.3 (1.04)                | 25.0 (0.98)                | 272.4 (10.74)              |
| متوسط أيام هطول الأمطار                   | 11.1                       | 11.5                       | 12.8                       | 10.6                       | 9.6                        | 3.6                        | 2.6                        | 2.0                        | 2.4                        | 5.6                        | 8.3                        | 10.1                       | 90.2                       |
| المصدر: World Meteorological Organisation |                            |                            |                            |                            |                            |                            |                            |                            |                            |                            |                            |                            |                            |

## الرجال المشاهیر
- سردار مفخم شادلو
- اسماعیل جرامي مقدم
- یحیی باغصقی
- عبد الحسین تیمورتاش
- ایران تیمورتاش
- دولت‌ محمد آزادي
- أردوان روزبه
- يحيى علوي فرد
- علي آبجوري
- مهدي شهریاري
- سید محمد کاظم موسوي بجنوردي
- مصطفی دلیریان
- إحسان آل بني الحسن

## أعلام
- يحيى علوي فرد
- محمد داوري